# Feiertage in Syrien
Der Freitag ist im größtenteils muslimischen Syrien offiziell Ruhetag. Behörden, Banken und die meisten Läden sind geschlossen. Ausgenommen in den Christenvierteln, in denen die Geschäfte freitags geöffnet, sonntags hingegen geschlossen sind.
An Nationalfeiertagen sind in Syrien offizielle Stellen (Ämter) und Schulen geschlossen, Läden hingegen geöffnet (Ausnahme 1. Mai).
Über 80 Prozent der syrischen Bevölkerung sind Muslime. Die islamischen Feiertage richten sich nach dem Mondkalender. Weihnachten erfreut sich auch bei Nicht-Christen einer Beliebtheit, nicht jedoch als religiöses Fest. Beim Islamischen Opferfest und Fest des Fastenbrechens sind alle offizielle Stellen und Banken geschlossen.
2012 waren etwa 10 Prozent der Syrer Christen verschiedener Konfessionen (siehe Religionen in Syrien). Christen der West- und Ostkirchen (Suryoye) feiern Ostern strikt getrennt. Weihnachten wird am 25. Dezember gefeiert, armenische Christen feiern Weihnachten am 6. Januar. Daneben gibt es noch einige örtliche Heiligenfeste der syrischen Christen wie zum Beispiel der Jahrestag der Hl. Thekla am 24. September in Maalula, der von griechisch-orthodoxen Gläubigen in einer Prozession begangen wird.
| Datum                                     | Name                    | Arabisch                                       | Anmerkungen                                                                 |
| ----------------------------------------- | ----------------------- | ---------------------------------------------- | --------------------------------------------------------------------------- |
| 1. Januar                                 | Neujahr                 | رأس السنة الميلادية / Raʾs as-Sana al-Mīlādīyä |                                                                             |
| 8. März                                   | Revolutionstag          | عيد الثورة / ʿĪd aṯ-Ṯaura                      | „Tag der Republik“, Machtübernahme der Baath-Partei 1963                    |
| 21. März                                  | Muttertag               | عيد الأم / ‘ʿĪd al-Umm                         |                                                                             |
| 17. April                                 | Unabhängigkeitstag      | عيد الجلاء / ʿĪd al-Ǧalāʾ                      | Tag des Abzugs der französischen Kolonialmacht 1946                         |
| beweglich                                 | Ostern                  | عيد القيامة / ʿĪd al-Qiyāma                    | Nach dem Gregorianischen Kalender                                           |
| beweglich                                 | Orthodoxe Ostern        | عيد القيامة / ʿĪd al-Qiyāma                    | Nach dem Julianischen Kalender                                              |
| 1. Mai                                    | Tag der Arbeit          | عيد العمال / ʿĪd al-ʿUmmāl                     |                                                                             |
| 6. Mai                                    | Tag der Märtyrer        | عيد الشهداء / ʿĪd aš-Šuhadāʾ                   | 1916 erhängten die Osmanen 21 syrische Nationalisten in Damaskus und Beirut |
| 6. Oktober                                | Veteranentag            | ذكرى حرب تشرين / Ḏikrā Ḥarb Tišrīn             | Beginn des Oktoberkriegs 1973                                               |
| 25. Dezember                              | Weihnachten             | عيد الميلاد / ʿĪd al-Mīlād                     |                                                                             |
| Islamische Festtage nach dem Mondkalender |                         |                                                |                                                                             |
| 10. Dhu l-hiddscha                        | Islamisches Opferfest   | عيد الأضحى / ʿĪd al-Aḍḥā                       | 4-tägig                                                                     |
| 1. Schawwal                               | Fest des Fastenbrechens | عيد الفطر / ʿĪd al-Fiṭr                        | Ende des Fastenmonats Ramadan, 3-tägig                                      |
| 12. Rabīʿ al-awwal                        | Mawlid                  | المولد النبوي / al-Maulid an-Nabawī            | Geburtstag des Propheten Mohammed                                           |
| 1. Muharram                               | Islamisches Neujahr     | رأس السنة الهجرية / Raʾs as-Sana al-Hiǧriyya   |                                                                             |